# Junín (ort i Colombia, Cundinamarca, lat 4,79, long -73,66)
Junín är en ort i Colombia.   Den ligger i departementet Cundinamarca, i den centrala delen av landet, 50 km öster om huvudstaden Bogotá. Junín ligger 2 376 meter över havet och antalet invånare är 1 499.
Terrängen runt Junín är bergig åt sydväst, men åt nordost är den kuperad. Runt Junín är det ganska glesbefolkat, med 48 invånare per kvadratkilometer. Närmaste större samhälle är Gachetá, 4,1 km nordost om Junín. Omgivningarna runt Junín är en mosaik av jordbruksmark och naturlig växtlighet.